# Садахару О
Садахару О (王貞治, рід. 20 травня 1940) — японський бейсболіст і менеджер, якому належить рекорд світу за кількістю вибитих хоум-ранов за кар'єру і за цим показником випереджає найближчого переслідувача, Баррі Бондса з Головної ліги бейсболу, більш ніж на 100 ударів.
Про в основному відбивав і кидав м'яч лівою рукою і грав на позиції гравця першої бази. Садахару народився в Сумиде (Токіо) в китайсько-японської сім'ї. У 1959 році він дебютував в «Емиури Джайентс» як пітчер але незабаром перейшов на першу базу. Під керівництвом тренера Хіросі Аракавы Про поліпшив середній відсоток відбивання з 16,1 % у своєму дебютному сезоні до 27 % у 1960 році, і подвоїв кількість вибитих хоум-ранов. За свою кар'єру він п'ять разів ставав найкращим відбиваючим Японської ліги, п'ятнадцять разів ставав лідером ліги за вибитим хоум-ран за сезон і дев'ять разів визнавався найціннішим гравцем Центральної ліги. У 1977 році він став першим володарем премії Народного Пошани.
Всю свою професійну кар'єру Про провів у «Емиури Джайентс», а після закінчення ігрової кар'єри був менеджером команди з 1984 по 1988 рік. Належить рекорд вибитих хоум-ранов за кар'єру — 868, і до 2013 року йому належав рекорд Японської ліги за кількістю вибитих хоум-ранов за один сезон (55). З 1995 року по 2008 рік він працював менеджером Фукуока Дэйи Хокс/Софтбэнк Хокс, а також був менеджером збірної Японії з бейсболу на першої Світової бейсбольною класиці, де Японія у фіналі здобула перемогу над Кубою і завоювала чемпіонський титул.

## Професійна кар'єра
У 1959 році Про підписав свій перший професійний контракт, ставши пітчером клубу «Емиури Джайентс». Однак йому не вдалося зарекомендувати себе добре на цій позиції і він був переведений на позицію гравця першої бази. Під керівництвом тренера Хіросі Аракавы він зміг поліпшити свої навички в отбивании і незабаром став одним з найкращих відбиваючих японської ліги.
Про п'ятнадцять разів ставав лідером ліги за хоум-ран (тринадцять разів поспіль), а також тринадцять разів був лідером ліги за набраними очками. Він також п'ять разів ставав найкращим відбиваючим і двічі ставав володарем потрійний корони для відбиваючих у Японській центральній лізі. Його вдала гра позитивно позначилася на виступі «Джайентс», які з ним у складі виграли одинадцять чемпіонських титулів, а Про дев'ять разів називався найціннішим гравцем Центральної ліги і 18 разів брав участь у матчах всіх зірок.
Садахару Про завершив професійну кар'єру в 1980 році, у віці 40 років. За свою кар'єру він зробив 2786 хітів (третій показник після Ісао Харимото і Кацуи Номуры), 2170 RBI, 868 хоум-ранов, а його середній відсоток відбивання за кар'єру склав 30,1 %.
У чому його великі показники були пов'язані з тим, що він в основному виходив третім лінійки відбиваючих «Джайентс», а після нього відбивав ще один сильний відбиває Сигэо Нагасима, в'язку яких називали «Гармата О-Н» (англ. On Cannon). У своїй автобіографії «Sadaharu Oh: A Zen Way Of Baseball» Садахару Про написав, що він і Нагасима не були дуже близькі і рідко проводили час разом за межами ігрового поля. За його успішну кар'єру в 1994 році був включений в Японський бейсбольний Зал слави.

## Кар'єра менеджера
Пропрацював асистентом менеджера «Емиури Джайентс» з 1981 по 1983 рік, а з 1984 по 1988 рік обіймав посаду менеджера команди. Під його керівництвом «Джайентс» 1987 року стали чемпіонами Центральної ліги.
У 1995 році повернувся в бейсбол, ставши менеджером «Фукуоки Дайэй Хокс» (пізніше «Фукуока Софтбэнк Хокс»). Під його керівництвом команда в 1999, 2000 і 2003 роках ставала чемпіоном Тихоокеанської ліги, а в 1999 і 2000 роках здобувала перемогу в Японській серії.
У 2006 році працював менеджером японської національної збірної з бейсболу, якій допоміг здобути перемогу на першій Бейсбольною класиці.

## Особисте життя
Був одружений з Кеко Про (яп. 王恭子 Ō Kyōko) і у пари народилося три доньки. Кеко Про померла у віці 57 років у грудні 2001 року від раку шлунка, тієї ж хвороби, від якої страждав Садахару в 2006 році. В грудні 2002 року її прах був вкрадений з сімейної могили.

## Статистика
| Рік   | Команда        | №     | І    | AB   | R    | H    | 2B  | 3B | HR  | TB   | RBI  | SB | CS | SH | SF  | BB   | IBB | HBP | K    | DP  | AVG  | OBP  | SLG  | OPS   |
| ----- | -------------- | ----- | ---- | ---- | ---- | ---- | --- | -- | --- | ---- | ---- | -- | -- | -- | --- | ---- | --- | --- | ---- | --- | ---- | ---- | ---- | ----- |
| 1959  | Yomiuri Giants | 1     | 94   | 193  | 18   | 31   | 7   | 1  | 7   | 61   | 25   | 3  | 1  | 1  | 1   | 24   | 1   | 3   | 72   | 2   | .161 | .262 | .316 | .569  |
| 1960  | Yomiuri Giants | 1     | 130  | 426  | 49   | 115  | 19  | 3  | 17  | 191  | 71   | 5  | 4  | 3  | 1   | 67   | 5   | 5   | 101  | 7   | .270 | .375 | .448 | .823  |
| 1961  | Yomiuri Giants | 1     | 127  | 396  | 50   | 100  | 25  | 6  | 13  | 176  | 53   | 10 | 5  | 4  | 4   | 64   | 3   | 3   | 72   | 7   | .253 | .358 | .444 | .802  |
| 1962  | Yomiuri Giants | 1     | 134  | 497  | 79   | 135  | 28  | 2  | 38  | 281  | 85   | 6  | 4  | 3  | 2   | 72   | 9   | 12  | 99   | 6   | .272 | .376 | .565 | .941  |
| 1963  | Yomiuri Giants | 1     | 140  | 478  | 111  | 146  | 30  | 5  | 40  | 306  | 106  | 9  | 5  | 0  | 2   | 123  | 12  | 6   | 64   | 7   | .305 | .452 | .640 | 1.092 |
| 1964  | Yomiuri Giants | 1     | 140  | 472  | 110  | 151  | 24  | 0  | 55  | 340  | 119  | 6  | 4  | 0  | 5   | 119  | 20  | 3   | 81   | 8   | .320 | .456 | .720 | 1.176 |
| 1965  | Yomiuri Giants | 1     | 135  | 428  | 104  | 138  | 19  | 1  | 42  | 285  | 104  | 2  | 4  | 0  | 3   | 138  | 29  | 6   | 58   | 7   | .322 | .490 | .666 | 1.156 |
| 1966  | Yomiuri Giants | 1     | 129  | 396  | 111  | 123  | 14  | 1  | 48  | 283  | 116  | 9  | 4  | 0  | 4   | 142  | 41  | 7   | 51   | 5   | .311 | .495 | .715 | 1.210 |
| 1967  | Yomiuri Giants | 1     | 133  | 426  | 94   | 139  | 22  | 3  | 47  | 308  | 108  | 3  | 5  | 0  | 3   | 130  | 30  | 7   | 65   | 7   | .326 | .488 | .723 | 1.211 |
| 1968  | Yomiuri Giants | 1     | 131  | 442  | 107  | 144  | 28  | 0  | 49  | 319  | 119  | 5  | 1  | 1  | 6   | 121  | 18  | 10  | 72   | 5   | .326 | .475 | .722 | 1.197 |
| 1969  | Yomiuri Giants | 1     | 130  | 452  | 112  | 156  | 24  | 0  | 44  | 312  | 103  | 5  | 2  | 0  | 8   | 111  | 12  | 5   | 61   | 7   | .345 | .472 | .690 | 1.162 |
| 1970  | Yomiuri Giants | 1     | 129  | 425  | 97   | 138  | 24  | 0  | 47  | 303  | 93   | 1  | 4  | 0  | 3   | 119  | 24  | 6   | 48   | 8   | .325 | .476 | .713 | 1.189 |
| 1971  | Yomiuri Giants | 1     | 130  | 434  | 92   | 120  | 18  | 2  | 39  | 259  | 101  | 8  | 2  | 0  | 5   | 121  | 17  | 5   | 65   | 8   | .276 | .435 | .597 | 1.032 |
| 1972  | Yomiuri Giants | 1     | 130  | 456  | 104  | 135  | 19  | 0  | 48  | 298  | 120  | 2  | 0  | 0  | 2   | 108  | 18  | 6   | 43   | 8   | .296 | .435 | .654 | 1.089 |
| 1973  | Yomiuri Giants | 1     | 130  | 428  | 111  | 152  | 18  | 0  | 51  | 323  | 114  | 2  | 1  | 0  | 4   | 124  | 38  | 4   | 41   | 7   | .355 | .500 | .755 | 1.255 |
| 1974  | Yomiuri Giants | 1     | 130  | 385  | 105  | 128  | 18  | 0  | 49  | 293  | 107  | 1  | 5  | 0  | 2   | 158  | 45  | 8   | 44   | 4   | .332 | .532 | .761 | 1.293 |
| 1975  | Yomiuri Giants | 1     | 128  | 393  | 77   | 112  | 14  | 0  | 33  | 225  | 96   | 1  | 0  | 0  | 6   | 123  | 27  | 1   | 62   | 9   | .285 | .451 | .573 | 1.024 |
| 1976  | Yomiuri Giants | 1     | 122  | 400  | 99   | 130  | 11  | 1  | 49  | 290  | 123  | 3  | 1  | 0  | 9   | 125  | 27  | 2   | 45   | 8   | .325 | .479 | .725 | 1.204 |
| 1977  | Yomiuri Giants | 1     | 130  | 432  | 114  | 140  | 15  | 0  | 50  | 305  | 124  | 1  | 3  | 0  | 6   | 126  | 16  | 6   | 37   | 14  | .324 | .477 | .706 | 1.183 |
| 1978  | Yomiuri Giants | 1     | 130  | 440  | 91   | 132  | 20  | 0  | 39  | 269  | 118  | 1  | 2  | 0  | 11  | 114  | 17  | 1   | 43   | 7   | .300 | .436 | .611 | 1.048 |
| 1979  | Yomiuri Giants | 1     | 120  | 407  | 73   | 116  | 15  | 0  | 33  | 230  | 81   | 1  | 1  | 0  | 5   | 89   | 10  | 5   | 48   | 9   | .285 | .415 | .565 | .980  |
| 1980  | Yomiuri Giants | 1     | 129  | 476  | 59   | 105  | 10  | 0  | 30  | 205  | 84   | 0  | 1  | 0  | 8   | 72   | 8   | 3   | 47   | 9   | .236 | .342 | .462 | .803  |
| Total | Total          | Total | 2831 | 9250 | 1967 | 2786 | 422 | 25 | 868 | 5862 | 2170 | 84 | 59 | 12 | 100 | 2390 | 427 | 114 | 1319 | 159 | .301 | .446 | .634 | 1.080 |